# Försäkringskassan

Logo

Försäkringskassan („Nationale Agentur für Sozialversicherung“, wörtlich „Versicherungskasse“) ist eine schwedische Behörde. Sie besteht seit 2004 und verwaltet die Sozialversicherung in Schweden.

## Aufgaben
- Invalidenrenten (schwedisch Sjukersättning)
- Elterngeld (schwedisch Föräldrapenning)
- Mutterschaftsgeld (schwedisch Graviditetspenning)
- Kindergeld (schwedisch Barnbidrag)
- Wohngeld (schwedisch Bostadsbidrag)
- Krankengeld (schwedisch Sjukpenning)
- Rehabilitationsbeihilfe (schwedisch Rehabiliteringsersättning)
- Unterhalt für das Kind (schwedisch Underhållsstöd)